# Wasserkrise von Kapstadt

Die Grafik zeigt die Wassermenge, die vom 30. Juni 2013 bis 31. März 2018 in dem größten Wasserreservoir des Westkaps vorhanden war. Man sieht, wie sich die Wassermenge ständig verringert, während sich die Wasserkrise von Kapstadt verschärft. Außerdem sieht man, dass der Wasserverbrauch seit Anfang 2018 sinkt. Die Berechnungen und Vorhersagen zeigten an, dass im Mai 2018 nur noch 12 % der ursprünglichen Reserven vorhanden sein würden. Diese Berechnungen stützen sich auf Daten vor der Wasserkrise. Daten sind der Climate Systems Analysis Group (CSAG) (Klimasystemanalysegruppe) entnommen.

Zur Wasserkrise von Kapstadt kam es ab 2015 in der südafrikanischen Provinz Westkap aufgrund von Dürre und einer schweren Wasserknappheit, von der die Großstadt Kapstadt schwer betroffen war.
Die Stadt berechnete voraus, dass es aufgrund schwindender Wasserreserven im April 2018 zum Aussetzen der kommunalen Wasserversorgung kommen werde und veröffentlichte zu Anfang 2018 einen Plan für die „Stunde Null“ („Day Zero“). Kapstadt wäre die erste Großstadt gewesen, die ihren Wasserbedarf nicht mehr hätte selbst decken können.
Durch gezielte Sparmaßnahmen und die gleichzeitige Erhöhung des Wasserangebotes konnte bereits im März 2018 der tägliche Wasserbedarf auf 500 Millionen Liter gesenkt werden. Diese Maßnahmen sowie eine hohe Niederschlagsmenge erhöhten im Juni 2018 das Wasserlevel in den Talsperren auf 43 % ihrer Gesamtspeicherkapazität. Obwohl die Stadt mitteilte, dass die Wahrscheinlichkeit gering sei, dass die „Stunde Null“ 2019 eintreten wird, blieben die Wassereinsparungsmaßnahmen und die Nutzungsobergrenzen weiter aktiv. Ziel war es, die Wasserreservoirs auf 85 % ihrer Gesamtspeicherkapazität zu füllen, am 16. Juli 2018 wurde ein Füllungsgrad von 55,1 % erreicht.

## Hintergrund
Die Region um Kapstadt liegt in einem mediterranen Klima mit warmen und trockenen Sommern und Regenfällen im Winter. Das Wasser wird hauptsächlich über sechs große Talsperren und Speicher des Wasserversorgungssystems von Westkap bereitgestellt. Diese befinden sich in den Gebirgsregionen um die Stadt herum. Die Talsperren füllen sich über Regenfälle vor allem in den Wintermonaten der Südhalbkugel von Mai bis August. In den Sommermonaten von November bis April steigt der Wasserverbrauch. Der allgemeine Wasserbedarf steigt und zusätzliches Wasser wird für die künstliche Bewässerung benötigt.
Seit 1995 ist die Bevölkerung von Kapstadt von 2,4 Millionen auf 4,3 Millionen Menschen im Jahr 2018 gestiegen. Dies entspricht einem Bevölkerungswachstum von 79 % innerhalb von 23 Jahren. Im gleichen Zeitraum erhöhte sich das Wasserspeichervolumen nur um 15 %.
Von 1950 bis 1999 stieg der Frischwasserverbrauch in Kapstadt entsprechend dem Bevölkerungswachstum um 4 % pro Jahr. 1999 bestand der höchste Wasserverbrauch mit 335 Millionen Kubikmetern. Bereits in den 1990er Jahren wurden Pläne für die Deckung des steigenden Wasserbedarfs ausgearbeitet. Bedingt durch die geringen Niederschlagsmengen in den Wintern 2000/2001 und 2003/2004 wurden 2007 erstmals Obergrenzen für den Wasserverbrauch durchgesetzt. Im Jahr 2000 begannen die Bauarbeiten des Berg River Dam, den die Stadt zusammen mit dem damaligen Ministerium für Wasserangelegenheiten initiierte. Zudem wurde ein Wassermanagement eingeführt. So konnte bis 2009 die Wasserspeicherkapazität in Kapstadt von 768 Millionen Kubikmeter um 17 % auf 898 Millionen Kubikmeter erhöht werden.
2007 gab das Ministerium für Wasserangelegenheiten und Forstwirtschaft bekannt, dass die Wassernachfrage von Kapstadt das Wasserangebot übersteigen würde, falls nicht ernsthafte Maßnahmen zur Wassereinsparung und zum Nachfragemanagement eingeführt würden. Trotz der resultierenden Erfolge konnte die schwere Dürre von 2015 bis 2017 nicht kompensiert werden. Dies führte zu der beschriebenen Regulierung des Wasserverbrauches.

## Ursachen
Die Hauptursache der Kapstadter Wasserkrise war die extreme Dürre 2015 bis 2017, welche alle Planungen des Ministeriums für Wasser und Abwasser zunichtemachte. Hinzu kamen der starke Bevölkerungszuwachs (50 % in einem Jahrzehnt), die nötige künstliche Bewässerung in der Landwirtschaft, Neozoen und die schlechte Einhaltung der verhängten Verbrauchsrestriktionen. Höhere Abgaben für den Wasserbrauch, Optimierungen des Wasserdruckmanagement im System, verringerter Wasserverlust durch reparierte Schäden in den Leitungen sowie die Information der Bevölkerung über Wassereinsparungsmöglichkeiten entschärften die Situation.
Eine Studie der Universität Kapstadt zeigte, dass die Regenfälle in Kapstadt von 2015 bis 2017 im statistischen Vergleich zu anderen Perioden außergewöhnlich niedrig waren.
Einige Wissenschaftler spekulierten, dass die Wasserkrise durch den weltweiten Klimawandel verstärkt wurde. Innerhalb des letzten Jahrhunderts ist die globale Temperatur um 1 Grad gestiegen. Modellierungen für das Klima von Kapstadt zeigen, dass in den nächsten zehn Jahren die Temperatur um weitere 0,25 Grad steigen wird, welches die Dürren weiter verschlimmern würde. Nach den Berechnungen wird es auch in Folge weniger Niederschlag geben. Außerdem könnte sich die Krise von Kapstadt auch auf weitere Städte ausweiten.
Das Wassersystem von Westkap baut weiterhin auf den hydrologischen Parametern der Vergangenheit auf. Die Klimaveränderung wird die Niederschlagsergiebikeit der Region sowie die Verdunstung beeinflussen. Dies wird voraussichtlich zu einer Übernutzung und Reduktion der Wasserressourcen führen. 29 % des Wasserverbrauchs in Westkap gehen auf die Landwirtschaft zurück. Auch der Verbrauch dieses Sektors unterlag starken Einschränkungen während der Dürreperiode.

## Zeitliche Abfolge
| Wasserlevel als Prozent der maximalen Dammkapazität nach Jahren | Wasserlevel als Prozent der maximalen Dammkapazität nach Jahren | Wasserlevel als Prozent der maximalen Dammkapazität nach Jahren | Wasserlevel als Prozent der maximalen Dammkapazität nach Jahren | Wasserlevel als Prozent der maximalen Dammkapazität nach Jahren | Wasserlevel als Prozent der maximalen Dammkapazität nach Jahren | Wasserlevel als Prozent der maximalen Dammkapazität nach Jahren |
| Hauptdämme                                                      | 16. Juli 2018                                                   | 14. Mai 2018                                                    | 15. Mai 2017                                                    | 15. Mai 2016                                                    | 15. Mai 2015                                                    | 15. Mai 2014                                                    |
| --------------------------------------------------------------- | --------------------------------------------------------------- | --------------------------------------------------------------- | --------------------------------------------------------------- | --------------------------------------------------------------- | --------------------------------------------------------------- | --------------------------------------------------------------- |
| Berg Fluss Damm                                                 | 84.7                                                            | 39.2                                                            | 32.4                                                            | 27.2                                                            | 54.0                                                            | 90.5                                                            |
| Steenbras Lower                                                 | 55.9                                                            | 35.4                                                            | 26.5                                                            | 37.6                                                            | 47.9                                                            | 39.6                                                            |
| Steenbras Upper                                                 | 97.0                                                            | 59.6                                                            | 56.7                                                            | 56.9                                                            | 57.8                                                            | 79.1                                                            |
| Theewaterskloof Dam                                             | 40.7                                                            | 12.0                                                            | 15.0                                                            | 31.3                                                            | 51.3                                                            | 74.5                                                            |
| Voelvlei Dam                                                    | 54.6                                                            | 14.5                                                            | 17.2                                                            | 21.3                                                            | 42.5                                                            | 59.5                                                            |
| Wemmershoek Dam                                                 | 84.9                                                            | 48.4                                                            | 36.0                                                            | 48.5                                                            | 50.5                                                            | 58.8                                                            |
| Absolute gespeicherte Menge (in Megalitern)                     | 494 589                                                         | 191 843                                                         | 190 300                                                         | 279 954                                                         | 450 429                                                         | 646 137                                                         |
| % der gesamten Speicherkapazität                                | 55.1                                                            | 21.4                                                            | 21.2                                                            | 31.2                                                            | 50.1                                                            | 71.9                                                            |

### 2015–2016
Nach reichlichen Regenfällen in den Jahren 2013 und 2014 begann in Kapstadt 2015 eine dreijährige Dürreperiode. Sie wurde verstärkt durch Großwetterlagen wie El Nino sowie den globalen Klimawandel. Die Wassermenge in den Speichern der Stadt fiel innerhalb eines Jahres von 71,9 % auf 50,1 % (2015). Ab Januar 2016 wurden Verbrauchsobergrenzen auf das Level 2 gesenkt, im November 2016 trat die Verschärfung der Obergrenzen auf Level 3 in Kraft.
Die starken Regenfälle und Fluten in anderen Teilen Südafrikas beendeten im August 2016 die Dürreperiode in Kapstadt, während Westkap weiterhin betroffen war.

### 2017
Ab Februar 2017 wurden die Verbrauchsobergrenzen zum Level 3B herabgesetzt.
Im Mai 2017 wurde die Dürre zur schlimmsten in der Geschichte der Stadt des Jahrhunderts erklärt. Die Talsperren enthielten nur noch weniger als 10 % ihrer gesamten Speicherkapazität. Im Juni 2017 wurde die Verbrauchsobergrenze auf Level 4 weiter verringert, was einem Maximalverbrauch von 100 Litern pro Person pro Tag festlegte.
Der im Juni 2017 in Kapstadt auftretende Sturm beendete trotz der Niederschlagsmenge von 50 mm Regen pro Quadratmeter die Dürre nicht. 2017 wurde der niedrigste Gesamtniederschlag seit 1933 registriert.

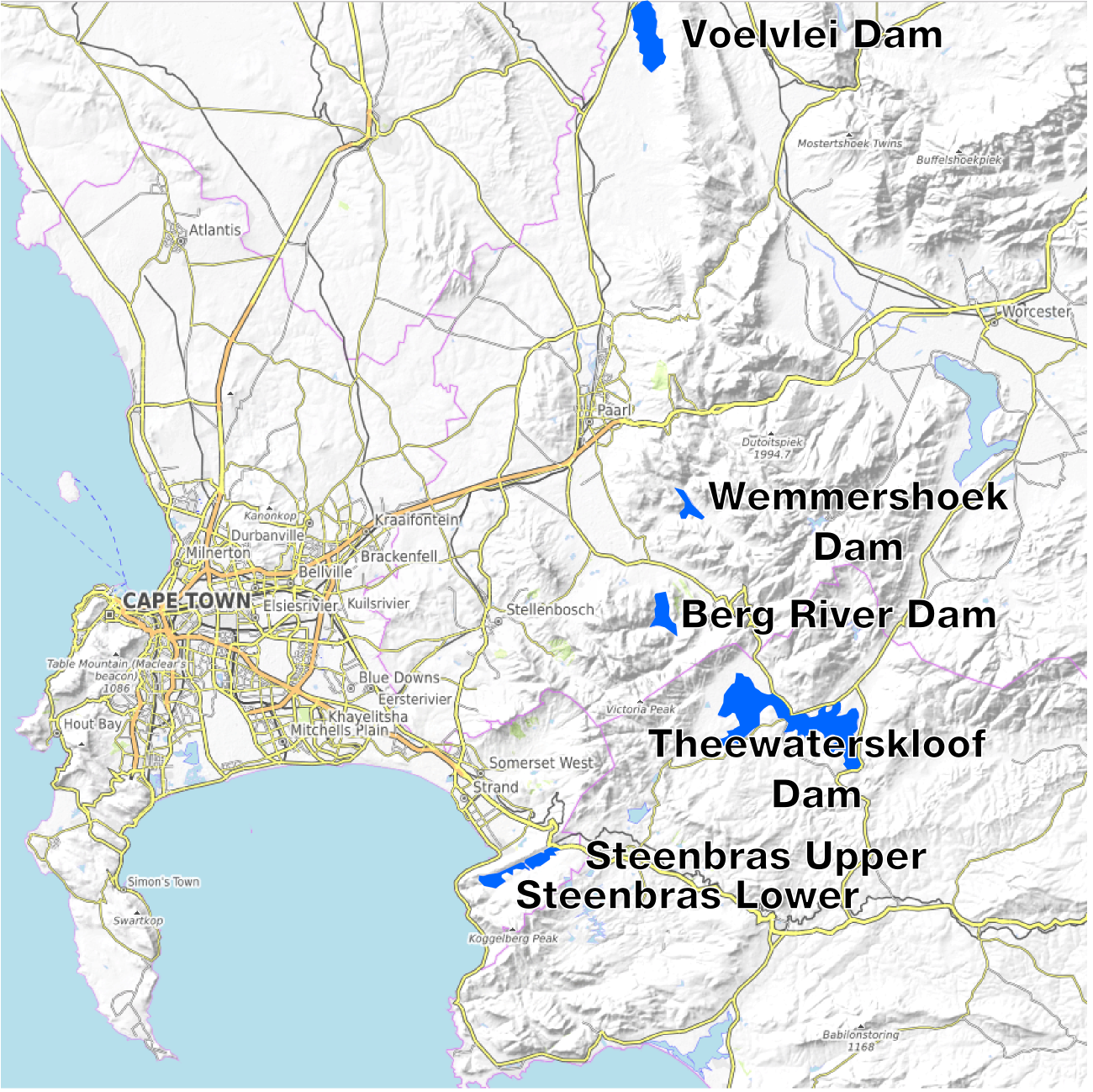
Die Karte zeigt die Hauptwasserspeicher von Kapstadt und Talsperren

Aufgrund der weiter anhaltenden Dürre wurden die Verbrauchsobergrenzen weiter reduziert. Im Juli trat Level 4B und am 3. September Level 5 in Kraft. Damit war der Wasserverbrauch für die nicht essentielle Nutzung wie Gartenbewässerung verboten. Zudem wurde die Verwendung von Grauwasser, u. a. für die Toilettenspülung angeordnet. Der tägliche Gesamtwassergebrauch sollte auf 500 Millionen Litern pro Tag sinken, was einen Verbrauch von 87 Liter pro Tag und Person festlegte.
Im Oktober 2017 wurde gemutmaßt, dass Kapstadt noch Wasserreserven für fünf Monate habe. Im selben Monat veröffentlichte die Stadt einen Notfallplan, der in Kraft treten würde, falls sich die Wasserkrise weiter verschärfen würde. Der Plan sah verschiedene Phasen vor:

#### Phase 1
Durch einen verringerten Wasserdruck in den Leitungen wird eine geringere Wasserentnahme erreicht. Dabei wurde zeitweise die Versorgung abgestellt und Wasserentnahmemenge rationiert. Phase 1 wurde sofort in einigen Vierteln durch eingeschränkte Liefermengen umgesetzt.

#### Phase 2
Weitläufige Einstellung der Wasserbelieferung und Einrichtung zentraler Wasserabnahmestellen.

#### Phase 3
Der Stadt steht kein Wasser aus dem Versorgungssystem Westkaps zur Verfügung. Nach kurzer Zeit würde das Kapstadter Wassersystem kollabieren.
Mitte Oktober 2017 kritisierten die Wasserentsalzungsunternehmen die Stadt, dass die Verträge nur zögerlich mit zu hohem bürokratischen Aufwand und viel zu niedrigem Gesamtvolumen abgeschlossen wurden. Es bestünde der Eindruck, dass die Ernsthaftigkeit der Lage nicht erkannt werde. Am 26. Oktober veröffentlichte die Stadt, dass der Oberstadtdirektor spezielle Notfallrechte im Zusammenhang mit der Dürre bekommen würde, um den Entscheidungsprozess zu beschleunigen.

### 2018

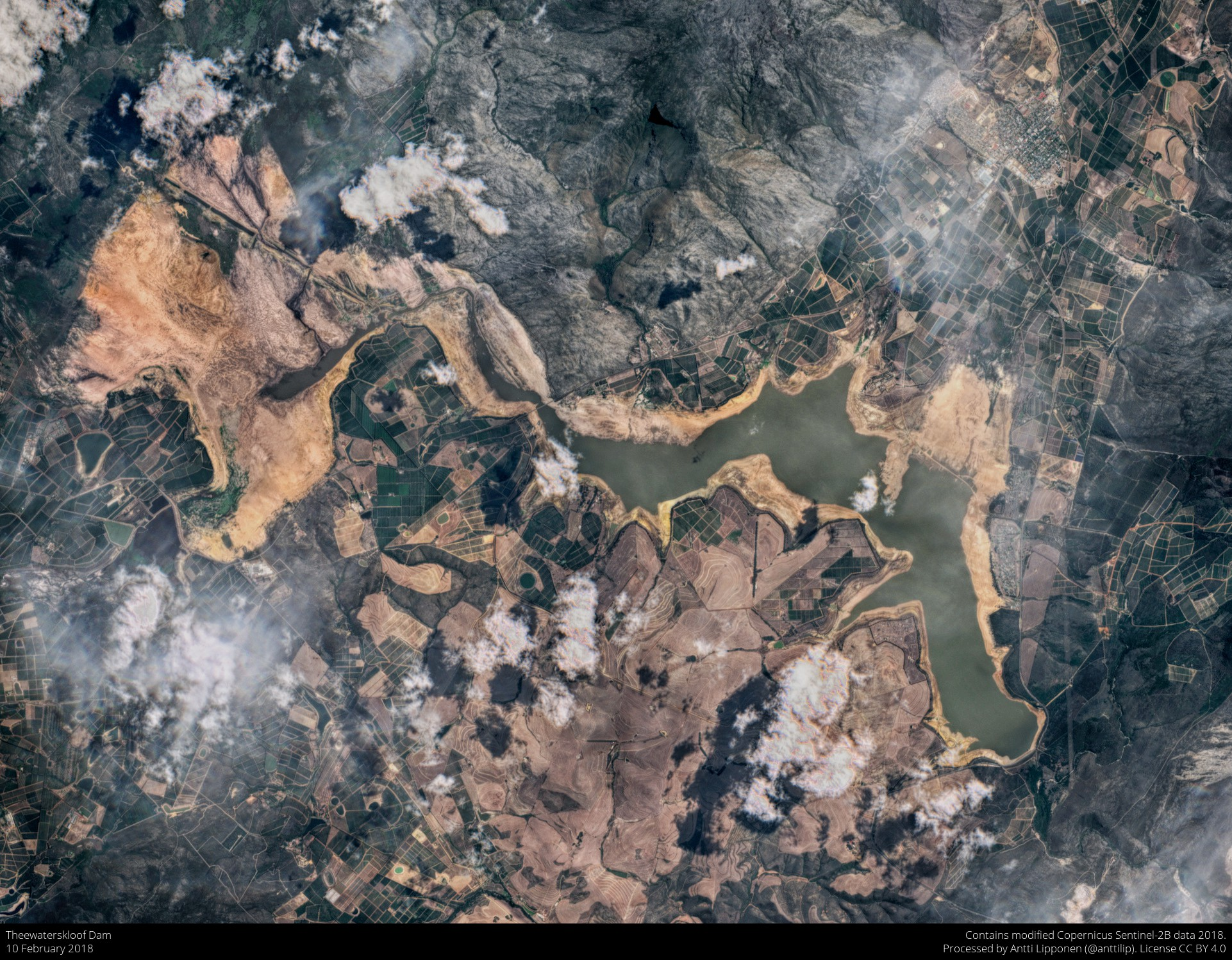
Der Stauraum des Theewaterskloof-Damm, geschrumpft auf ungefähr 12 % der ursprünglichen Speicherkapazität am 12. Februar 2018

Am 24. Januar 2018 verlautbarte das Kabinett von Westkap, dass es in der Verantwortung des Landesregierung von Südafrika stünde, den Ausbau des Wassersystems von Kapstadt zu finanzieren, da „die zeitgerechte und mengengerechte Wasserbereitstellung Aufgabe des Landes sei“. Außerdem deklarierte das Kabinett der Provinz, dass es Einsatzpläne für die Südafrikanische Polizei ausarbeitete, um die Wasserverteilung nach der Stunde Null zu gewährleisten.
Mitte Januar 2018 verkündete Kapstadts Bürgermeisterin Patricia de Lille, dass die Stadt gezwungen sein werde, die kommunale Wasserversorgung abzustellen, wenn sich die Umstände nicht ändern. Sobald das Füllstand aller Talsperren unter 13,5 % sinkt, würde „Die Stunde Null“ ausgerufen werden und Level 7 in Kraft treten. Infolgedessen würde die kommunale Wasserversorgung weitgehend abgestellt werden und die Bewohner müssten ihre Wasserrationen von 25 Litern pro Tag an 149 zentralen Punkten in der Stadt abholen. Die wirtschaftliche Lage von Kapstadt würde sich verschlechtern, da Menschen anstatt ihrer Arbeit nachzugehen, sich täglich um die Besorgung ihrer Wasserrationen sorgen müssten. Die Wasserversorgung der Innenstadt aufrechterhalten, der informalen Siedlungen, deren Wasserverteilung von zentralen Punkten aus organisiert wird und wichtige Einrichtungen wie Krankenhäuser würde weiter versorgt werden. Bei der Vorstellung dieses Planes wurde angenommen, dass die „Stunde Null“ am 22. April 2018 erreicht werden würde. Dabei wurde angenommen, dass zwischen den vierzehntägigen Messzeiträumen die Verbrauchsrate weiterhin konstant bleibt und die Wassermenge in den Dämmen sowie die Regen- und Zulaufsmenge sich nicht verändern.

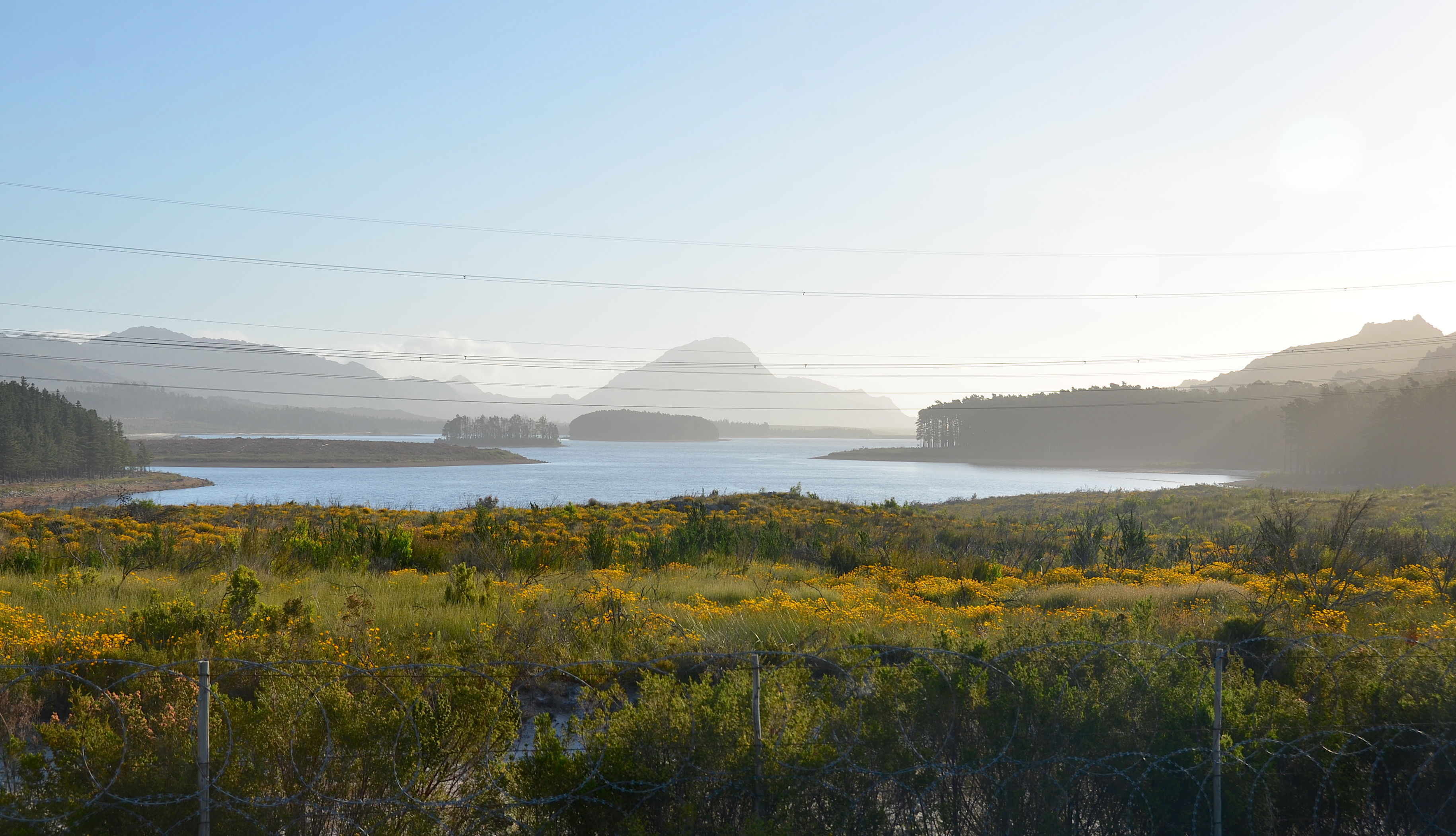
Steenbras Damm in den Hottentots-Holland Bergen

Im Februar 2018 ließ die Groenland Wasserverbraucher Vereinigung (eine Vereinigung von Farmern in Elgin, Grabouw und Kapstadt) zehn Milliarden Liter Wasser in den Steenbras Damm laufen.

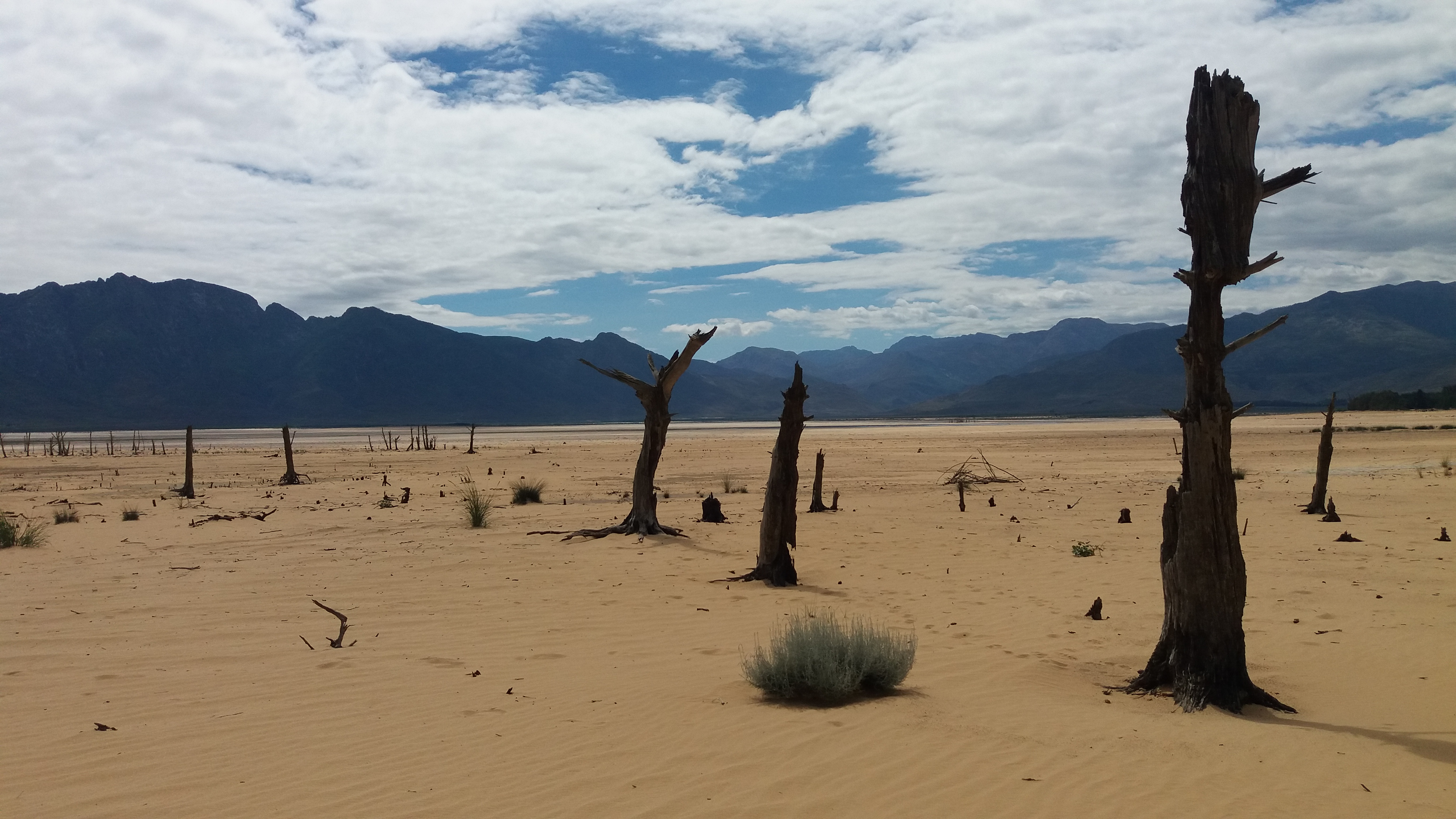
Kapstadts größtes Wasserreservoir, Theewaterskloof, war auf einem Level von 11 % seiner Speicherkapazität im März 2018

Dank eines verringerten Wasserverbrauchs der Haushalte fiel am 12. März 2018 die entnommene Tagesmenge auf 450 Millionen Liter und deutlich unter der Obergrenze von Level 6Bm, die 511 Millionen Litern pro Tag vorsah. Zudem sank der Wasserverbrauch in der Landwirtschaft ebenfalls stark. Zusammen mit den zusätzlichen Kapazitäten der Groenland Wassernutzer Vereinigung konnte das Eintreten der „Stunde Null“ auf August 2018 und dann auf unbestimmte Zeit verschoben werden.

## Die schwere Dürre
Forschungsdaten der Universität von Kapstadt zum Wetter zeigten, dass die Periode von 2015 bis 2017 die trockenste Drei-Jahres-Periode seit 1933 war, und dass 2017 das trockenste Jahr seit der Wetteraufzeichnung war. Es wurde mit meteorologischen Modellen berechnet, das eine ähnlich schwere Dürre statistisch einmal alle 311 Jahre vorkommt. Eine Modellierung von Aurecon zeigte, dass eine so schwere Dürre einmal in 400 Jahren vorkäme.
Parks in der Stadt und Golfplätze wurden nicht mehr bewässert. Auf öffentlichen Toiletten wurden Besucher dazu angehalten, nur zu spülen, „wenn es absolut notwendig wäre“. In Cafés wurden Plastik und Pappbecher benutzt, um weniger Geschirr zum Abspülen zu haben. Analysten schätzten, dass die Wasserkrise „300.000 Arbeitsplätze in der Landwirtschaft, zehntausende im Dienstleistungssektor, Tourismus und Gastronomiesektor gekostet hatte.“

## Auswirkungen

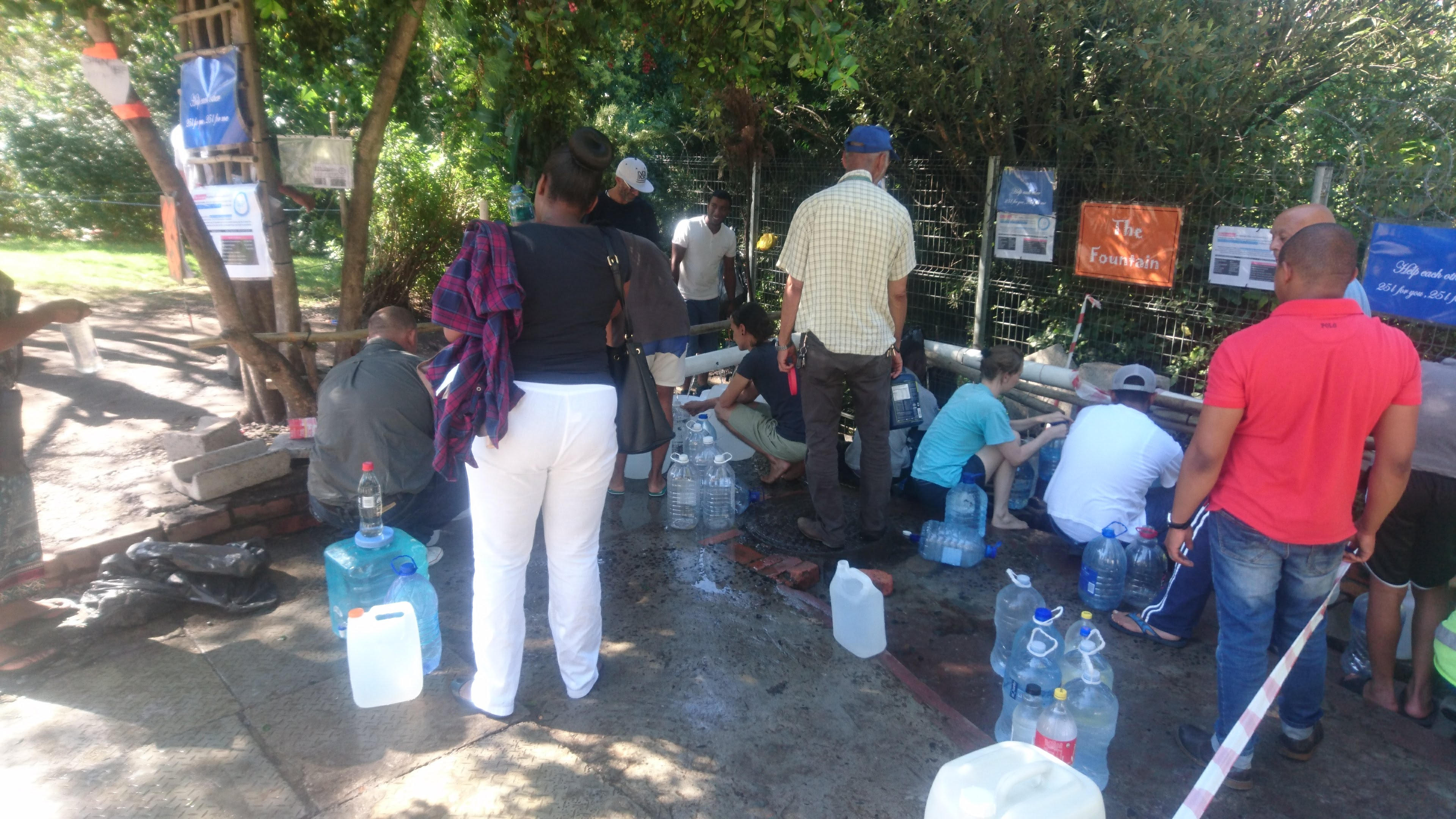
Bewohner von Kapstadt, die sich freiwillig in Newlands Spring aufreihen, um dort Quellwasser abzuholen Anfang 2018. Diese Bilder zirkulierten in den Medien und es wurde der falsche Anschein erweckt, dass es zu Wasserabstellungen wegen der Dürre gekommen war.

Als Reaktion auf die Wasserknappheit reduzierte die Landwirtschaft ihren Wasserverbrauch um 50 Prozent, was den Verlust von 37.000 Arbeitsplätzen in der Branche zur Folge hatte. Damit fielen 50.000 Menschen unter die Armutsgrenze, einerseits wegen Arbeitsplatzverlusts, andererseits wegen der durch die gestiegene Lebensmittelpreise hervorgerufenen Inflation. Bis Februar 2018 hatte der Landwirtschaftssektor aufgrund der Wasserknappheit Verluste von 14 Milliarden Rand (1,17 Milliarden US-Dollar).
In Bürogebäuden und vielen öffentlichen Orten in Kapstadt wurde in den Toilettenspülkästen anstatt Frischwasser Regenwasser gefüllt. Nutzer wurden aufgefordert, nicht zu spülen, wenn nur Urin in der Toilette war und stattdessen ein Desinfektionsspray zu benutzen. Ansonsten sollte nur mit Regen- oder Grauwasser gespült werden. Des Weiteren sollten die Bürger ihre Hände mit dem in Büro- und öffentlichen Gebäuden kostenlos bereitgestellten Desinfektionsmitteln zur reinigen.
Die Stadt rief Bewohner dazu auf, Wasservorräte einzukaufen. Jedoch waren diese schnell ausverkauft und es war nicht klar, wann neue Lieferungen kommen. Anwohner stellten sich stundenlang an natürliche Quellen an, um ihre Behälter mit Frischwasser aufzufüllen.

### Bevölkerungsgesundheit
Zeitweise war der Wasserverbrauch in Kapstadt auf 50 Liter pro Kopf und Tag begrenzt. Dabei sollten zum Beispiel Toiletten weniger oft und nicht mit Trinkwasser gespült werden. Außerdem sollte weniger Wasser bei Duschen genutzt werden. Einige Gesundheitsexperten schlugen Alarm, da durch verringerte Hygiene mehr Keime übertragen und zu Krankheiten führen könnten.
Unzulänglicher Zugang zu sicheren sanitären Anlagen ist zum Beispiel die Hauptursache für Durchfallerkrankungen, die jährlich zum Tod von 2,2 Millionen Menschen führen, die meisten davon Kinder unter fünf Jahren. Mit einer Bevölkerung von 3,81 Millionen und einer Bevölkerungsdichte von 1.530 Einwohnern pro Quadratkilometer könnten sich Krankheiten wie Cholera, Listeriose und Ähnliches sehr schnell ausbreiten, wenn keine adäquate sanitäre Versorgung besteht. Dieses ist vor allem eine Gefahr für ärmere Stadtteile von Kapstadt. Ohne frisches Trinkwasser verschlechtert sich die Gesundheit der Bevölkerung weiter, da Erreger über verschmutztes Wasser weiter verbreitet werden.
Experten warnten, dass Krankheiten, die sich über kontaminiertes Wasser verbreiten, wie Cholera, Hepatitis A und Typhus sich schneller verbreiten werden, sobald die Wasserbehälter von den Anwohnern ebenfalls kontaminiert sind.
Außerdem wirkt sich die Wasserkrise im Gesundheitssektor durch die aufgrund der Wasserbeschaffung abwesenden Mitarbeiter negativ aus.

### Gesundheitsrisiko für spezielle Berufsgruppen
Notfallduschen und Notfallstellen zum Augenwaschen gehören in einigen Bereichen zur grundsätzlichen Arbeitsplatzausstattung. Zum Beispiel in einigen Laboren und Fabriken. Es muss eine Wasserversorgung für diese Notfälle gewährleistet werden. Dabei wird vorgeschrieben, dass Notfallduschen 75 Liter pro Minute für mindestens 15 Minuten liefen können müssen. Dieses würde einer Wasserration, die eigentlich für drei Wochen reichen sollte, entsprechen. Wenn es dazu kommt, dass die Notfallstationen nicht mehr funktionieren, wäre die Gesundheit von Arbeitenden, die mit Chemikalien arbeiten, gefährdet.
Das Risiko von Bränden steigt ebenfalls, da die Umwelt und Infrastruktur austrocknet. Vor allem für Industriegebiete und Lager ist dieses von Relevanz, da sich hier so schneller Feuer ausbreiten können. Brandunterdrückungsanlagen (Sprinkleranlagen) könnten auch versagen durch den geringeren Wasserdruck in einigen Gebieten.

### Besonders betroffene Bevölkerungsteile
Kinder sind eine der betroffensten Bevölkerungsgruppen im Bereich des Gesundheitsrisikos durch die Wasserkrise. Es besteht ein hoher Wasserbedarf für die Ernährung und Hygiene von Kindern. Wenn Schulen im Westkap kein Wasser hätten, wären 1,1 Millionen Kinder davon betroffen.

### Auswirkungen auf die Wirtschaft
Wasser ist essentiell für die Wirtschaft einerseits für die Wasserversorgung der Mitarbeiter und Kunden und andererseits wegen des benötigten Wassers für die Herstellung von Produkten. Je nachdem, wie viel Wasser in welchem Bereich benötigt wurde, traf die Wasserkrise unterschiedliche Sektoren zu unterschiedlichen Zeitpunkten und mit unterschiedlicher Stärke. Die Reaktion der Wirtschaft auf die Wasserkrise hing von verschiedenen Faktoren ab, wie Regulierungen seitens der Regierung, Management und Liquidität. Es gab insgesamt drei verschiedene Phasen, in deren die Reaktion der Wirtschaft sich verschärften.
- Phase 1: 2016 bis Anfang 2017. In der Vergangenheit war der Wasserpreis für die Wirtschaft relativ gering, zu gering um einen Anreiz für Wassereffizienz oder - einsparungen zu bieten. Selbst Betriebe mit sehr hohem Wasserverbrauch sahen keinen Anreiz, um in Wassermanagement zu investieren.
- Phase 2: Mai 2017 bis Januar 2018 Die Wasserpreise für die Wirtschaft wurden von der Kommune nochmals seit 2015 um 35 % erhöht im Dezember 2016.[54] Diese Erhöhung führte aber noch nicht zu Investitionen in Wassereffizienz. Ab Mai 2018 wurde die Dürre zur Katastrophe erklärt und mehr und mehr Unternehmen begannen Maßnahmen zur Wassereinsparung zu treffen, die Effizienz zu verbessern und Alternativen für den Verbrauch zu finden.[55][56]
- Phase 3: Januar bis Mai 2018 Am 1. Februar wurden die Preise entsprechend Level 6B weiter erhöht. Das kam eine Preissteigerung von 104 % gegenüber 2015 gleich.[57] Diese Preiserhöhung sowie regelmäßige Warnungen seitens der Stadt, wann die Stunde Null eintreffen würde, führte dazu, dass einige Unternehmen große Investitionen in Wassereffizienz tätigten und alternative Wasserversorgungswege suchten.

Landwirtschaft
Die Landwirtschaft ist der Hauptverbraucher von Wasser. Die Weinindustrie rund um Kapstadt zieht einerseits Touristen an und stellt andererseits 300.000 Arbeitsplätze bereit. Die Weingüter zogen 2017 1,5 Millionen Touristen an, im gleichen Zeitraum waren sie für ein Drittel des gesamten Wasserverbrauchs verantwortlich. Je nach Region werden auf einem Weingut 250 bis 610 mm Niederschlag pro Quadratmeter benötigt, um den Wein heranzuziehen. Südafrikas Weinplantagen haben im Vergleich zu „normalen“ Jahren 2017 nur halb so viel Niederschlag erhalten. Das führte zu einer geringeren Ernte. In der Industrie betrug der „Return on Investment“ nur 1 %, obwohl einige der beliebtesten Weine der Welt dort produziert werden. Die Ernte wird 2018 vermutlich um 20 % geringer ausfallen. 2017 wurden 1,4 Millionen Tonnen Trauben geerntet. Der Weinverkauf würde um 9 % sinken.

### Hydrologische Armut
Hydrologische Armut ist eine besonders schwere Form der Armut, da die betroffenen Personen weder Essen noch Wasser kaufen können und damit keine Chance haben, ihr sozioökonomischen Status zu verbessern. Es wurde geschätzt, dass durch die Wasserkrise 300.000 Arbeitsplätze in der Landwirtschaft sowie weitere zehntausende Stellen im Dienstleistungssektor, der Tourismusbranche und der Gastronomie wegfallen werden. In Kapstadt war es verboten, Wasser aus Flüssen und Brunnen zu verkaufen, aber trotzdem profitieren einige von dem Transport und der Arbeit, die dadurch entsteht. Ein Einwohner, der zum Beispiel Wasser gehortet hatte, verkaufte es in der Wasserkrise für 350 Dollar pro Barrel (159 Liter). Damit wird klar, dass es armen Bürgern unmöglich wäre, frisches Trinkwasser bei der Abstellung der kommunalen Wasserversorgung, zu erwerben. Menschen, die zu viel Wasser verbrauchen, müssen Strafen in einer Höhe von 500 bis 3.000 Rand (41- 248 US-Dollar), zahlen. Ein Anstieg der hydrologischen Armut durch die weitere Reduktion der Wasserressourcen könnte die Sterberate in Kapstadt um 25 bis 33 Prozent erhöhen.

### Politische Verantwortung
Die politische Verantwortung für die Wasserversorgung verteilt sich auf die Lokal-, Provinz- und Landesregierung. Kapstadt und Westkap werden von der Demokratischen Allianz (DA Democratic Alliance) regiert. Damit sind sie die einzigen Regionen, die nicht von dem African National Congress (ANC Afrikanischer Nationalkongress) regiert werden. Dieser ist seit 1994 in Südafrika an der Regierung. Das Wassergesetz von 1998 setzte die Nationalregierung als „staatlichen Treuhänder“ ein und übergibt ihr die Verantwortung für eine „sichere, nutzbare, entwickelte, gemanagte und kontrollierte nachhaltige und gerechte Wasserversorgung“. Es heißt außerdem in dem Gesetz, dass „die Nationalregierung durch ihren Minister das Recht hat, die Nutzung und den Verbrauch des Wassers zu regulieren.“ Dieses führte zu Spannungen zwischen Westkap und Kapstadt, die von der DA regiert werden, und der ANC Nationalregierung, weil beide Parteien sich gegenseitig beschuldigten, an der Wasserkrise schuld zu sein.
Der Parteichef der DA, Mmusi Maimane, hat die Hauptrolle in Bezug auf öffentliche Bekanntgaben zur Wasserkrise übernommen, obwohl er offiziell kein Amt in der Regierung bekleidet. Deswegen wurde Kritik geäußert, dass die Situation komplizierter wird, dadurch dass Partei und Regierung nicht klar getrennt sind.

### Positive Auswirkungen
Die Wasserkrise führte zu mehr Investitionen in Forschung und Entwicklung der alternativen Wassersysteme. Dies könnte dazu führen, dass solche Wasserkrisen für andere Städte in Zukunft verhindern werden könnte. Krisen wie die von Kapstadt werden global angesichts des Klimawandels und der Urbanisierung immer häufiger auftreten.
Durch die Wasserkrise wurde auch klar, wie viel Einsparpotenzial durch eine Verhaltensänderung im Umgang mit Wasser mobilisiert werden kann.

## Reaktionen auf die Wasserkrise

### Wasserversorgung

#### Neue Quellen der kommunalen Wasserversorgung
Kapstadt arbeitet zur Zeit daran über Meerwasserentsalzung Trinkwasser aus dem Ozean zu gewinnen. Außerdem werden neue Brunnen zur Förderung von Grundwasser errichtet. Es wird auch an der Wiederverwendung von Abwasser als Trinkwasser gearbeitet. Bis zum Januar 2018 waren diese Projekte halb fertig gestellt. Außerdem gab es eine große Informations- und Aufklärungskampagne für die Bevölkerung über Wassereinsparungsmaßnahmen. Dadurch wurde der Wasserverbrauch 2018 im Vergleich zu 2015 um die Hälfte reduziert.

#### Reaktion der Wirtschaft
Neuer Wassermarkt in Kapstadt
Im nationalen Wassergesetz von 1998 wurden nur Oberflächenwasser, hauptsächlich Flüsse, als Wasserressourcen ohne Beachtung alternativer Ressourcen, berücksichtigt. Bei abnehmenden Niederschlägen und gleichzeitig steigender Nachfrage dürfen alternative Wasserressourcen nicht außer Acht gelassen werden. Die Wasserkrise führte dazu, dass die private Wirtschaft Investitionen tätigten. Zum Beispiel wurde Wasser in Einwegplastikcontainern verkauft, was zu Umweltverschmutzung durch Plastik führte. Nachhaltigere Alternativen wären zum Beispiel die Nutzung von Filtrationssystemen, mehrfach verwendbaren Wassercontainern und innovativen Wasserextraktionstechnologien. Private Firmen, die eine führende Rolle übernahmen, waren unter anderem:
- Air Water
- Bluewater
- I-Drop water
- Oasis Water – Three litres of wastewater per litre purified (Drei Liter Abwasser pro Liter Trinkwasser)

Obwohl diese Lösungen einfach zu erwerben sind, wird es aufgrund von Regulierungen Unternehmen und Privatpersonen nicht leicht gemacht, sich von dem kommunalen Wasserversorgungsnetz abzutrennen. Es müssten Regulierungen und Gesetze angepasst werden, um es dem Privatsektor einfacher zu machen, zur Lösung des Wasserproblems beizutragen.
Diese Lösungen sind kostenintensiv und werden nur von reichen Unternehmen und wohlhabenden Bürgern genutzt werden können. Für ärmere Haushalte besteht weiterhin das Problem der Wasserversorgung in Krisenzeiten. Sollten diese Lösungen bei kritischer Wasserknappheit eingesetzt werden, würden die Einnahmen der Stadt durch verringernden Absatz von Wasser sinken.

### Wassernachfrage

#### Technische Unterstützung
Smarte Wassermanagementgeräte sind Geräte, die in Echtzeit Daten über den Wasserverbrauch und die Wasserströme im Versorgungssystem liefern. Über Zusammenführung der Daten und Auswertung kann die Wasserversorgung optimiert werden. Außerdem können Schäden in Leitungen frühzeitig erkannt und behoben werden, sodass es zu weniger Wasserverlust kommt.
Außerdem geben sie Nutzern die Möglichkeit, bewusster über ihrem Wasserverbrauch zu werden und genau zu sehen, welche Tätigkeiten zu welchem Wasserverbrauch führen und wie dieser verringert werden kann.